# Mahabodhi-Tempel

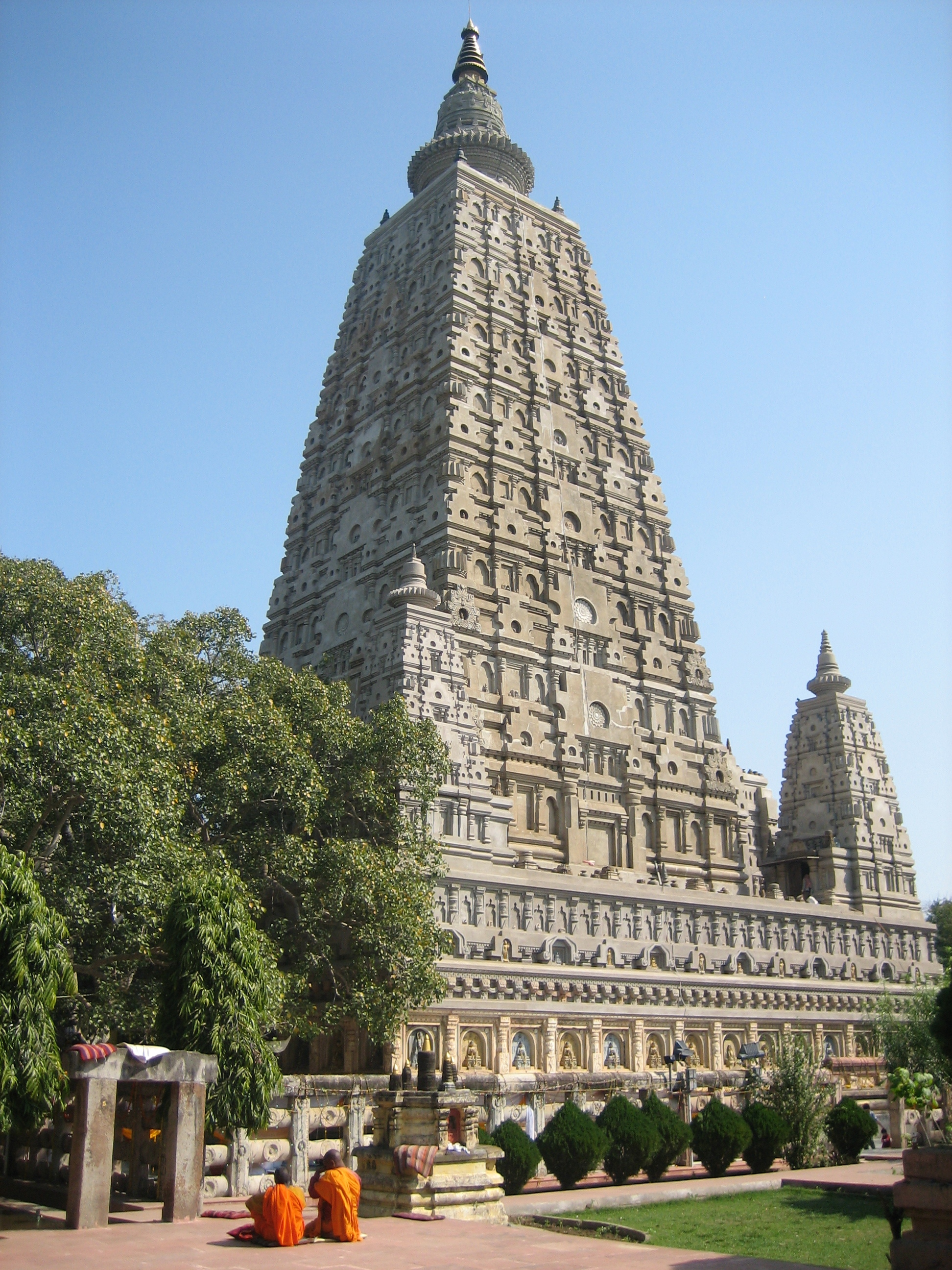
Der restaurierte Mahabodhi-Tempel im Jahr 2007

Der Mahabodhi-Tempel (sanskrit: maha = groß, bodhi = Erwachen) ist ein buddhistischer Tempel in Bodhgaya im nordöstlichen indischen Bundesstaat Bihar, der ursprünglich im 2. Jahrhundert errichtet wurde. An der Westseite des Tempels befindet sich ein Ableger der Pappel-Feige, unter der Siddhartha Gautama, der historische Buddha, der Überlieferung nach das Erwachen (Bodhi) erlangte. Im Juni 2002 wurde der Tempel in die Liste des Weltkulturerbes der UNESCO aufgenommen.

## Lage und Architektur

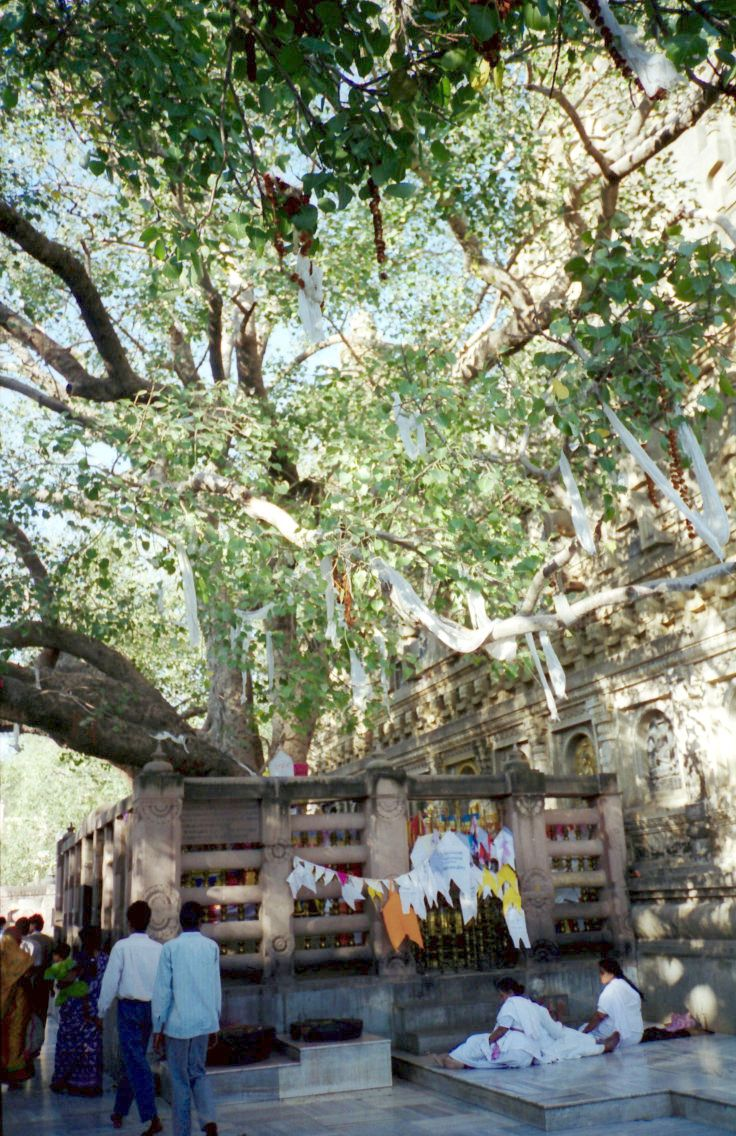
Der Mahabodhi-Baum

Der Mahabodi-Tempel ist ein 55 m hohes Ziegelgebäude aus dem 1. bis 3. Jahrhundert n. Chr. Die Außenfassade umfasst sieben Stufen und ist mit zahlreichen Buddhastatuen geschmückt. Der Fries, der an drei Seiten um die Basis des Tempels verläuft, zeigt 85 Sandstein-Buddhas aus der Sunga-Zeit (1. Jahrhundert v. Chr.). Im Tempelinneren befindet sich eine vergoldete Statue des meditierenden Buddha. An der Nordseite des Tempels erstreckt sich der Juwelenpfad (Chankramanar), der aus 19 steinernen Lotosblüten besteht, die den Pfad markieren, wo Buddha in der zweiten Woche nach seinem Bodhi-Erlebnis der Überlieferung zufolge die Gehmeditation praktizierte. Der Tempelhof beherbergt zahlreiche Stupas.
An der Westseite des pyramidenförmigen großen Stupa befindet sich der heilige Mahabodhi, eine Pappel-Feige (ficus religiosa, auch Bodhi-Baum), der der Überlieferung zufolge ein Abkömmling jenes Baums ist, unter dem Siddhartha Gautama Bodhi erlangte. Unter dem Bodhi-Baum markiert der Diamantthron (Vajrasana), eine Plattform aus rotem Sandstein, die Stätte, an der er sich zur Meditation niedergelassen hatte.

## Geschichte
Um 250 v. Chr. besuchte der buddhistische Herrscher Ashoka Bodhgaya in der Absicht, dort einen Erinnerungsort zu schaffen. Ashoka ließ den Bodhi-Baum von einem Steinzaun umgeben und markierte den heiligen Ort mit einer Ediktsäule mit einem Elefantenkapitell. Beide sind nicht erhalten.
In der Sunga-Zeit wurde um den Bodhi-Baum ein offener Pavillon mit Steinsäulen errichtet sowie der Diamantthron angelegt. Der Mahabodhi-Tempel wurde während der Kuschana-Zeit im 2. Jahrhundert errichtet. Der ältere Teil des Tempels ist aus Sandstein gefertigt. Im Jahr 625 fiel der Tempel und auch der ursprüngliche Mahabodhi-Baum Zerstörungen während eines Kriegszuges des bengalischen Königs Shashanka zum Opfer. Wenig später wurde der jüngere Teil des Tempels aus grobem Granit neu aufgebaut. Der damals neu gepflanzte und heute noch bestehende Mahabodhi-Baum ist ein Ableger des Sri Mahabodhi in Anuradhapura (Sri Lanka), der seinerseits ein im 3. Jahrhundert v. Chr. von Sangamitta, der Tochter König Ashokas, nach Sri Lanka gebrachter Steckling des ursprünglichen Baumes ist. Um das Jahr 635 besuchte der chinesische Mönch Xuanzang den Tempel während seiner Pilgerreise und hinterließ eine Beschreibung des Ortes in seinem Reisebericht.

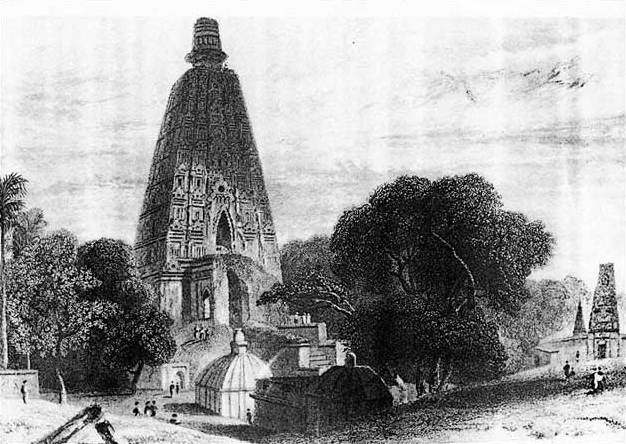
Der teils verfallene Tempel (William Daniell, 1780er-Jahre)

Nach Zerstörungen musste der Tempel mehrfach grundlegend restauriert oder wieder aufgebaut werden. Über Jahrhunderte war der Tempel in Bodhgaya eines der großen buddhistischen Pilgerziele, das von Mönchen aus all jenen Ländern besucht wurde, in denen der Buddhismus Verbreitung gefunden hatte. Im 12. und 13. Jahrhundert wurden Restaurierungen von Birmanen durchgeführt, die auch die vier kleinen Türme an den Ecken der großen Stupa errichteten.
Mit der Eroberung weiter Teile des indischen Subkontinents durch muslimische Herrscher (vgl. Mogulreich) ab dem 12. Jahrhundert und dem Wiedererstarken des Hinduismus geriet der Mahabodhi-Tempel schließlich in Vergessenheit und verfiel zum Teil. Erst im späten 19. Jahrhundert gelang es Buddhisten, wiederum aus Burma, mit den britischen Kolonialherren zu vereinbaren, dass der Tempel wieder als buddhistisches Heiligtum in Stand gesetzt werden sollte. Die Restaurierungsarbeiten wurden im Jahr 1889 beendet.

## Heutiger Status

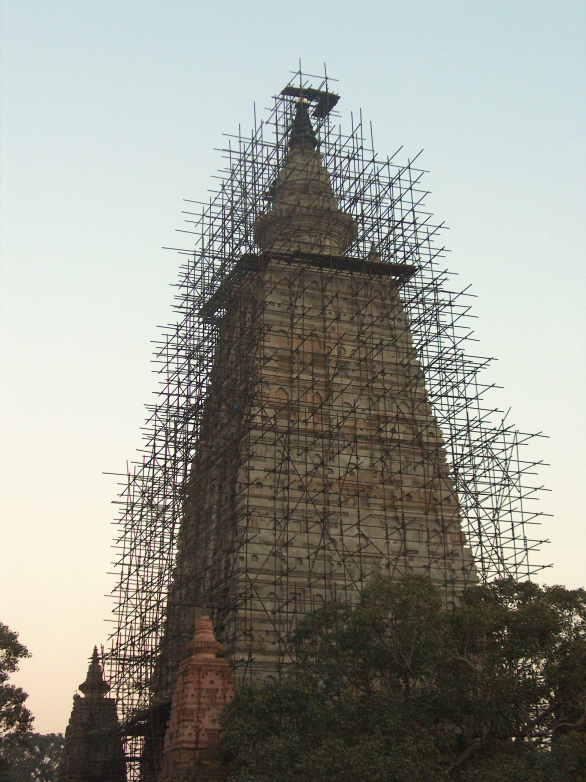
Restaurierungsarbeiten, 2006

Nach der Unabhängigkeit Indiens im Jahr 1949 wurde vom Parlament ein Komitee eingesetzt, dem gemeinsam mit der Regierung Bihars die Administration des Heiligtums übertragen wurde. Das Tempelverwaltungs-Komitee, das aus vier Buddhisten und vier Hindus besteht, trat erstmals 1953 zusammen. 1973 wurde ergänzend ein „Buddha Gaya Temple Advisory Board“ gebildet, das sich aus 21 Mitgliedern aus verschiedenen Nationen zusammensetzt. Langjährige Bestrebungen von buddhistischen Mönchen, einem Buddhisten den Vorsitz des Tempelverwaltungs-Komitees zu übertragen, scheiterten zunächst an der Rechtslage, da das Tempelverwaltungsgesetz von 1949 vorsah, dass nur ein Hindu dem Gremium vorstehen durfte. Seit einer Novelle des Gesetzes im Jahr 2013 darf nunmehr der Leiter des Gaya-Distrikts das Komitee leiten, auch wenn er kein Hindu ist.
Die UNESCO nahm den Tempel im Juni 2002 in die Liste des Weltkulturerbes auf.
Am 7. Juli 2013 verübten Unbekannte einen mehrfachen Bombenanschlag auf den an diesem Tag wenig besuchten Mahabodhi-Tempelkomplex, eine Karmapa-Klosterschule und weitere Ziele in Bodhgaya. Zwei Mönche wurden verletzt. Das indische Innenministerium entsprach daraufhin im August 2013 einem Ersuchen der Regierung Bihars, zum Schutz der UNESCO-Welterbestätte Spezialeinheiten der indischen Bundespolizei (CISF) bereitzustellen. Der Mahabodhi-Tempel ist damit die einzige religiöse Stätte Indiens, die Schutz durch Spezialeinheiten der Bundespolizei erhält. Im November 2013 gab die indische Regierungsbehörde „National Investigation Agency“ bekannt, dass die islamistische Terrorgruppe „Indische Mudschahidin“ für den Anschlag verantwortlich war.